# Управління радянським майном в Австрії
Управління радянським майном в Австрії ( рос. Управление советским имуществом в Австрии, УСІА) - фактично радянський концерн, що об'єднував понад 300 підприємств на території радянської зони окупації Австрії, утворений з конфіскованої власності Рейху. Основи діяльності Управління були закладені на Потсдамській конференції, де окупаційним державам було дозволено стягувати репарації з підлеглих їм територій.
До складу УСІА входили як великі приватні і державні об'єкти промисловості (австрійські підрозділи AEG, OSRAM), в тому числі і колишні підприємства СС, які використовували робочу силу в'язнів концтаборів ( «Deutsche Erd- und Steinwerke»поруч з концентраційними таборами Гузен і Маутхаузен), так і невеликі компанії, кіностудія, готелі і ремісничі майстерні. Конфісковані підприємства повністю контролювалися радянської адміністрацією і вважалися закритими об'єктами. На підприємствах УСІА працювало понад 53 тисяч осіб.
Штаб-квартира УСІА перебувала в віденському Траттнерхофі, а центральний комерційний відділ, який відповідав за зовнішню діяльність Управління, знаходився на площі Шварценбергплац (нім. Schwarzenbergplatz). Засноване відповідно до радянських принципів економіки УСІА функціонувало як справжнє ринкове підприємство.
Працівники УСІА отримували високу заробітну плату. Австрійське населення охоче користувалося магазинами, що належали УСІА, оскільки ціни на товари повсякденного попиту в них були значно нижчими за ринкові ціни.
На заводах УСІА працювало багато австрійських комуністів. Після жовтневих страйків 1950 р комуністи масово звільнялися зі своїх підприємств і здебільшого змогли знайти роботу тільки на підприємствах УСІА.
Відмітною рисою підприємств УСІА і після виведення радянських військ з території Австрії довгий час були організовані при них дитячі садки, які для Австрії того часу були великою рідкістю.
Метою УСІА було максимальне вилучення капіталу зі своїх підприємств. Багато радянських керівників підприємств УСІА постійно перебували в неоднозначному становищі: виконуючи поставлені плани і установки свого керівництва, вони були зобов'язані не допустити розвалу підприємств. На підприємствах УСІА не проводилося реінвестування коштів, були відсутні і інвестиції на модернізацію і раціоналізацію виробництва, оскільки весь прибуток перераховувалася в  Радянський військовий банк , який видавав окремим підприємствам позики під значний відсоток (до 20%). Підприємства УСІА обкладалися податками за діючими в Австрії відсотковими ставками, однак не державою, а радянської адміністрацією. З цих та інших причин на момент передачі підприємств УСІА австрійській державі в 1955 р деякі з них перебували на межі банкрутства.
Демпінгові ціни в магазинах УСІА, виведених з-під дії австрійського законодавства і звільнених від податків, серйозно впливали на післявоєнну економіку Австрії. За викидними цінами в 50-і рр. продавалися не тільки повсякденні товари, але предмети розкоші, як, наприклад, нейлонові панчохи і швейцарські годинники. Додатковим джерелом доходу УСІА була торгівля алкоголем і тютюновими виробами на чорному ринку. Типова атмосфера австрійської столиці кінця 40-х - початку 50-х рр. чудово показана у фільмі «Третя людина», знятому за сценарієм Грема Гріна, і однойменному романі, написаному за цим сценарієм.
Після прийняття Декларації про незалежність Австрії підприємства УСІА були продані австрійській державі за 150 млн доларів, виплачених протягом шести років. Ці репарації надходили в СРСР також у формі поставок товарів, наприклад маневрових локомотивів, вантажних автомобілів і автобусів. За повернення своїх нафтових і газових родовищ Австрія виплатила СРСР 200 млн доларів США за рахунок поставок нафти.